# Forgotten (pel·lícula de 1933)
Forgotten és una pel·lícula estatunidenca de 1933 dirigida per Richard Thorpe.

## Argument
Papa Strauss, un vidu jubilat, que ha estat un fabricant de tints d'èxit, està sent traslladat de casa d'un fill casat a l'altre, i no és benvingut perquè les seves nores s'oposen a que fumi en pipa. Finalment, la família l'amaga "fora de la vista" a una residència d'avis. No obstant això, la filla soltera, Lena, que estima molt el seu pare, amb l'ajuda d'una herència del seu oncle, i el seu promès químic, que té una nova tecnologia patentada, estableixen un nou treball de tintura amb el seu pare com a cap. Li donen una nova llar. La nova empresa roba negocis a l'empresa dels fills i finalment el pare els ha de rescatar. Les actituds dels fills i de les seves dones finalment canvien.

## Repartiment
- Lee Kohlmar com Papa Strauss
- June Clyde com Lena Strauss
- William Collier Jr. com Joseph Meyers
- Leon Ames com Louie Strauss
- Selmer Jackson com Hans Strauss
- Natalie Moorhead com Myrtle Strauss
- Natalie Kingston com May Strauss
- Otto Lederer com oncle Adolph
- Tom Ricketts com Mr. Johnson